# Пропала грамота (фільм)
«Пропала грамота» — український радянський художній фільм кінорежисера Бориса Івченка, почасти заснований на однойменному оповіданні Миколи Гоголя.
Виробництво фільму завершили ще 1972 року, але вперше його показали глядачам лише на початку 1980-х. Відразу після представлення кінцевої версії стрічки партійним чиновникам-цензорам 1972 року її заборонили до показу. Керівництву Кіностудії Довженка настільки «ідеологічно» не сподобалася кінцева версія фільму, що його «поклали на полицю» на понад 10 років.
Оскільки у архівах Національної бібліотеки України зберігається кінопрокатний плакат «Пропалої грамоти» датований 1983 роком, реліз фільму стався у якийсь з місяців 1983 року. Надалі фільм демонструвався в декількох кінотеатрах Києва в дуже малому прокаті.
Займає 12-у позицію у списку 100 найкращих фільмів в історії українського кіно.

## Сюжет
Старий дяк просить молодь зіграти виставу про його діда — славетного козака. Подальші події розгортаються як своєрідна уявна вистава.
Після бою з бусурманами козак Василь повертається додому в Диканьку. Та відпочинок переривають двоє посланців, що приносять новину від писаря, але замість того, щоб розповісти її, намагаються згадати, яке в писаря прізвище. Врешті вони повідомляють про грамоту від гетьмана. Її слід якнайшвидше привезти російській цариці, інакше на Василя нібито чекає страта, а за документом полює сам диявол. Василь просить жінку зашити грамоту в шапку і збирається в дорогу. Батько, благословивши його, радить знайти товариша і дає зачарований тютюн. Сусіди просять Василя про різні послуги від цариці. Сільський староста, в якого Василь убив брата-зрадника, наймає Куця — чорта в людській подобі, щоб той помстився.
Дорогою Василь натрапляє на Куця, в якого, не підозрюючи, хто це, питає дорогу до Петербурга. Той вказує хибний шлях, але скоро козака наздоганяють посланці, що згадали прізвище. Василь зустрічає на переправі через річку запорожця Андрія, з яким змагається у вправності. Спершу вони ворогують, але потім інші козаки визнають, що Андрій буде хорошим помічником у дорозі. Обоє їдуть далі вже в правильному напрямку.
Вони натрапляють на село, що потерпає через реєстрових козаків, які відібрали в селян коней для перепелиних ловів. Старий Остап дорікає, що не лишилося запорозьких козаків, аби захистити селян. Василь з Андрієм удвох виступають проти реєстрових козаків і пана, що головує над ними. Тоді виявляється, що всі козаки знайомі з Василем і відмовляються битися з ним, бо той колись визволив їх із полону. Куць, розчулений цим, вирішує допомогти Василеві та скидає пана в річку. Василь стинає йому оселедця й наказує повернути селянам відібраних коней.
Василь з Андрієм зупиняються в корчмі. Її господар виявляється ще одним братом козака-зрадника, тому посилає служницю, відьму Одарку, вмовити козаків спробувати горілки. Напившись, Василь і Андрій бачать, як диявол просить у Одарки на 10 років стати його дружиною в обмін на будь-які послуги. Одарка вимагає, аби це сталося при свідках, і диявол кличе козаків. Причарований відьмою, Андрій віддає їм свою душу та потрапляє на той світ. Незадовго до цього Василь дав Андрієві свою шапку, тому вирушає слідом за ним, щоб повернути грамоту. В пеклі нечиста сила та відьми веселяться й знущаються з душ грішників. Василь розуміє, що це все сон, проте не може прокинутися, не з'ясувавши, де грамота. Він вимагає повернути шапку і визволити душі всіх людей, відьма в подобі його дружини погоджується, але за умови, що Василь виграє в неї в дурня. Козак двічі програє, тоді Куць підказує плюнути в карти. Тепер Василь обігрує відьму і отямлюється в корчмі з перепою, а вся пригода з відьмою виявляється маренням.
Та виявляється, шапку украв корчмар. Справжня Одарка розповідає, що її матір забрали в полон турки, а її саму продали корчмареві. Василь б'є корчмаря і той повертає шапку й відпускає Одарку. Андрій обіцяє взяти дівчину за дружину та визволити її матір.
Козаки дістаються до Петербурга та приходять на прийом до цариці. Потьомкін, в якому Василь підозрює диявола, запевняє її, що грамота не має цінності, тим часом аудієнція закінчується і козаків проганяють. Василь дає Потьомкіну ляпаса, і той виявляється картиною, а цариця — баронесою, котра нічого не знає про грамоту. Козаки усвідомлюють, що вся їхня подорож була влаштована нечистю з метою занапастити їхні життя.
Розчаровані обманом нечистої сили, козаки йдуть геть та вирішують застрелитись. Їх зупиняє камінь, що виявляється Куцем, покараним дияволом за допомогу. Він просить кинути його в болото, щоб повернути людський вигляд. Після цього Куць тікає, а козаки відмовляються стрілятися, згадавши про односельчан, які лишаться беззахисні.
Василь і Андрій повертаються в Диканьку та вигадують, як їх прийняла цариця та як дослухалася до всіх прохань. Василь зустрічає хлопчика, що хоче бути козаком, і дарує йому коня.
Наприкінці вистави дяк каже хлопцеві, котрий грав Василя, що той набрехав ще більше за його діда.

## Зв'язок з однойменним оповіданням Гоголя
У порівнянні з однойменним оповіданням Гоголя, виданим 1831 року, сценарій фільму є практично окремим твором. Так, за словами сценариста Івана Драча, «переписував текст разів сім чи вісім — то керівників не влаштовували якісь шматки, то через брак коштів доводилося викидати цілі епізоди. Від Гоголя в результаті лишилося дуже мало. Любовну лінію запозичив в Олекси Стороженка, додав щось із творів Григорія Квітки-Основ'яненка, Марка Кропивницького, народних притч». А за словами літкритика Ігоря Остапенка, «від Гоголевого твору „Зникла грамота“ [автором сценарію фільму Іваном Драчем] взято тільки каркас, адже події фільму лише частково збігаються з тими, які бачимо в тексті; […] це пов'язано з тим, що сюжет оповідання [Гоголя] не дуже придатний для екранізації, оскільки є бідним на події та позбавленим динамічного руху. Інтерпретуючи Гоголя, Іван Драч збагачує сюжет вставними епізодами.
Одним з прикладів сюжетних ліній, яких не було в оригінальному оповіданні Гоголя і які самостійно додав Драч до сценарію фільму, є сюжетна лінія Одарки про дівчину, що „не з своєї волі стала відьмою“, яку було запозичено з повісті Олекси Стороженка „Закоханий чорт“.

## Актори

### Основні
- Іван Миколайчук — козак Василь
- Федір Стригун — запорожець Андрій
- Лідія Белозьорова (Вакула) — дружина Василя, відьма, цариця (Імператриця Катерина)
- Земфіра Цахілова — Одарка, баронеса Ліхтенберг
- Михайло Голубович — козак-зрадник Іван, староста, пан, корчмар, диявол, граф Потьомкін (озвучив актор Павло Морозенко)
- Володимир Глухий — «добрий чорт» Куць / заступник цариці

### Епізодичні
- Василь Симчич — батько Василя
- Анатолій Барчук — Іван
- Володимир Шакало — Петро
- Дмитро Капка — дяк-оповідач
- Володимир Олексієнко — Остап
- Наталія Гебдовська — тітка Марина
- Галина Долгозвяга — селянка, що просить за дитину
- Ніла Крюкова
- Кихтьова Ірина
- Валерій Панарін
- Володимир Кікоть
- Василь Хорошко
- Анатолій Переверзєв
- Анатолій Юрченко
- М. Коковкін
- Ю. Хаджиїв
- Марія Капніст — відьма

## Знімальна група
- Режисер: Борис Івченко
- Сценарист: Іван Драч
- Оператор: Віталій Зимовець
- Художники: Михайло Раковський, Алла Шестеренко, Микола Поштаренко, Григорій Павленко
- Звукорежисер: Рива Бісновата
- Монтаж: Тамара Сердюк
- Грим: Олена Парфенюк
- Редактори: Лідія Чумакова, Катерина Шандибіна (немає в титрах).

## Музика
У фільмі звучать такі пісні:
- Танцювала риба з раком
- Чорна рілля ізорана
- Розпрягайте, хлопці, коні
- Благословіть і отець і мати своєму дитяті
- А я бідний, нещасливий (уривок з пісні „Там, де Ятрань круто в'ється“)
- Колискова (Гойда, гойда-гой, ніченька іде…)
- Нумо хлопці до зброї (Ой збиралися орли чайку рятувати…)

Пісні співали Ніна Матвієнко, Валентина Ковальська, Марія Миколайчук.
Бандура — Галина Менкуш. Скрипки — брати Чередники.
З інструментальної лунав „Козацький марш“ у виконанні оркестру народних інструментів під управлінням Якова Орлова та марш „Пенджаб“.

## Виробництво
Фільм був частиною програми кіностудії з екранізації творів Гоголя і написання сценарію дісталося Івану Драчу, оскільки той постійно був у поїздках, а фільм не вимагав великого сценарію. Як сценарист Драч черпав матеріал із кількох джерел: творів Миколи Гоголя, Миколи Стороженка, Григорія Квітки-Основ'яненка, Марка Кропивницького, Олекси Стороженка, народних повір'їв та пісень та козацьких переказів.
Початково режисером розглядали Віктора Греся, що бачив фільм як ліричну романтичну оповідь про національного мрійника-романтика. Гресь почав підготовчі роботи з перед-виробництва фільму „Пропала грамота“ в лютому 1971 року. Проте через зрив плану виробництва режисером стрічки призначили Бориса Івченка. Після зміни режисера сценарій у короткі терміни переписали і в травні 1972 року почали знімання на Полтавщині в селі Красногорівка Великобагачанського району та в Петергофі; фільмування закінчили у вересні 1972 року на Київській кіностудії ім. О. Довженка.
Музичним оформленням фільму займався Іван Миколайчук: він запросив до роботи тріо „Золоті ключі“ (Марічка Миколайчук, Ніна Матвієнко, Валентина Ковальська), підібрав народні пісні й „Козацький марш“, що звучить лейтмотивом фільму.

## Випуск
У листопаді 1972 року плівки з готовою стрічкою передали кіностудії Довженка, де низку сцен скоротили, мову цариці переозвучили з чистої російської на російську з німецьким акцентом, додали фінал із повчанням Василя для хлопчика, місцями замінили музику. Після цього фільм надіслали до Москви, де висловили зауваження щодо кінця стрічки. Зокрема, вимагали затушувати іронічно-критичне ставлення козаків до цариці та переозвучити її мову українською. Проте фільм навіть після всіх цих змін все одно „поклали на полицю“ на 11 років через ідеологічні недоліки; зокрема завідувач відділу культури ЦК КПУ Микола Іщенко у своїй „Доповідній записці відділу культури ЦК Компартії України про деяких членів Спілки письменників України від 18 грудня 1973 р.“ зазначив: „Пропала грамота“ (за однойменним твором Гоголя) — сценарій, бувши довільним переказом оригіналу, мав ідейно-художні вади. В процесі зйомок неодноразово перероблявся, двічі змінювався склад постановочних груп. Фільм (виробництва 1972 р., режисера Бориса Івченка) вийшов з істотними недоліками: замилування козацькою старовиною, відступи від історичної правди при характеристиці діяльності історичних осіб».
Існує кілька версій відкладення показів. За однією з версій, в Держкіно СРСР ляпас цариці Катерині (який у фінальній версії замінили на ляпас Потьомкіну) у Москві сприйняли як образу всього російського народу. Також існує думка, що рішення про відкладення було прийнято вже після обговорення в Москві, в Києві. За іншою версією, цензура не пропустила звеличення козацького минулого України, що контрастувало з епізодами з царицею, котра уособлювала всю російську владу. Окрім того, вважають, що цензорів образила відмова Миколайчука видалити низку сцен та схожість секретаря з ідеології УРСР Валентина Маланчука на чорта Куця.
За словами сценариста фільму Івана Драча, після того як цензори з Москви подивилися фільм, вони «його пустили [в прокат в Росії] дуже малим тиражем, а потім і взагалі [заборонили], й плівки були знищені». Драч стверджував, що єдину копію фільму за часів керування УРСР Щербицьким мав партійний діяч та голова Ради міністрів УРСР Олександр Ляшко, який зберіг собі плівку фільму й довгі роки показував «цих козачків» своїм іноземним гостям. Коли пізніше шукали плівку фільму для прокату в УРСР (після відновлення фільму «з полички»), ніде не могли знайти плівку фільму й врешті знайшли єдину копію лише у Ляшка в шухляді.
Невідома точна дата виходу стрічки у кінопрокат в УРСР: за деякими даними вперше стрічка вийшла в прокат у Києві 1983 року, а за іншими — влітку 1984 року. Подальші покази відбувалися в кінотеатрах Києва, нічого не відомо про сеанси в інших містах.
За твердженням наукового співробітника Національної бібліотеки України Людмили Гутник, «у фондах НБУВ зберігається плакат до фільму „Пропала грамота“, датований 1983 роком, який є підтвердженням того, що кінокартину неодноразово демонстрували на екранах [України]». За словами оператора стрічки Віталія Зимовця, після виходу стрічки 1983 року вона зібрала 16 мільйонів глядачів.

## Критика
Згідно з сайтом «Matrix-divergent», «Нині „Пропала грамота“ справедливо вважається однією із найкращих українських стрічок, культовим фільмом. Як це доволі часто буває з дійсно важливими й непересічними творами, сформувалася навіть міфологія „Пропалої грамоти“, і цей факт лише підтверджує культовість стрічки».
Кінооглядачка Мар'яна Янкевич назвала фільм своєрідним вертепом у світі кіно. «Український театр у вигляді вертепу історично починався від бурс і семінарій. Мені здається, що цей фільм відсилає до семінаристів, яким роздають ці ролі. Ця театральщина дуже притаманна українцям, і цього не треба цуратися».
На думку Володимира Войтенка, «саме про Івана Миколайчука-актора можна сміливо говорити, як про того, хто став правдивим втіленням екранного образу українця […] Ця кінокартина транслює з екрана непереможний, життєствердний народний дух, наявний в усіх можливих карнавальних формах та символах, передає відчуття могутньої єдності народу, сповненого природної сили й волі до життя».